# Гудков, Лев Дмитриевич
Лев Дми́триевич Гудко́в (род. 6 декабря 1946, Москва) — советский и российский социолог. C 2006 по 2021 год — директор Аналитического центра Юрия Левады (Левада-Центра). С 2006 года — главный редактор журнала «Вестник общественного мнения». Доктор философских наук. Лауреат премии имени Льва Копелева (2017). 14 февраля 2025 года был внесён в реестр иноагентов.

## Биография
Родился 6 декабря 1946 года в Москве. Дед по отцу — железнодорожный инженер, по обвинению в сочувствии Л. Д. Троцкому в 1937 году был репрессирован и направлен в лагерь под Магаданом, где вскоре погиб. Отец — журналист-международник, ветеран Великой Отечественной войны, был тяжело ранен в 1942 году и комиссован, после чего поступил в МГИМО, который окончил в 1948 году, став одним из первых выпускников. Был корреспондентом Советского информбюро и Агентства печати «Новости». В конце 1950-х годов вернулся в международную журналистику и для Германии издавал журнал «Sowjetunion heute». Мать — юрист по образованию. Начинала работать следователем по уголовным делам, но она была еврейкой, а потому в 1949 году во время кампании по борьбе с космополитизмом была уволена и дисквалифицирована. В дальнейшем работала библиотекарем в ПТУ, а затем занимала техническую должность в арбитражном суде. В семье Гудкова интересовались политикой и живо обсуждали такие события, как XX съезд КПСС и венгерские события 1956 года.
В школе учителем у Гудкова был педагог, литературный критик и литературовед В. И. Камянов, под влиянием которого он выпускал школьную стенную газету, читал толстые журналы («каждый номер „Нового мира“» и обсуждал текущую литературу — «лейтенантская проза» Г. Я. Бакланова и К. Д. Воробьёва, новеллистику Ю. П. Казакова, «деревенскую прозу», «исповедальную прозу», «Один день Ивана Денисовича». Кроме того Гудков читал самиздат — публицистические письма Э. Генри о книге А. М. Некрича, письма А. де Сент-Экзюпери, неопубликованные сочинения М. И. Цветаевой и А. А. Ахматовой. Касательно романа Э. Хемингуэя «По ком звонит колокол» Гудков отмечал, что «в шестьдесят третьем году роман готовился к печати, но был запрещён. Долорес Ибаррури написала донос в ЦК, издание прекратили, напечатали в трехстах экземпляров „для ответственных работников“» и поэтому он смог прочесть, когда его отец «принёс один из этих экземпляров или копию издания».
В 1971 году окончил факультет журналистики Московского государственного университета.
В 1970—1973 — сотрудник отдела методологии исследования социальных процессов в Институте конкретных социальных исследований АН СССР.
В 1973—1977 — сотрудник отдела философии и социологии в Институте научной информации по общественным наукам АН СССР.
В 1977—1984 — старший научный сотрудник отдела социологии книги и чтения в Государственной библиотеке СССР имени В. И. Ленина.
В 1979 году в Институте философии АН СССР под научным руководством доктора философских наук, профессора А. В. Гулыги защитил диссертацию на соискание учёной степени кандидата философских наук по теме «Специфика гуманитарного знания: (Критика концепции Макса Вебера)».
В 1984—1986 — старший научный сотрудник отдела социологии дизайна ВНИИТЭ.
В 1986—1988 — старший научный сотрудник Института книги Всесоюзной книжной палаты.
В 1988—1991 — ведущий научный сотрудник Всероссийского центра изучения общественного мнения (ВЦИОМ). В 1991—2003 — заведующий отделом теории, позднее — отделом социально-политических исследований ВЦИОМ. В 1995 году защитил диссертацию на соискание учёной степени доктора философских наук представив монографию «Метафора и рациональность».

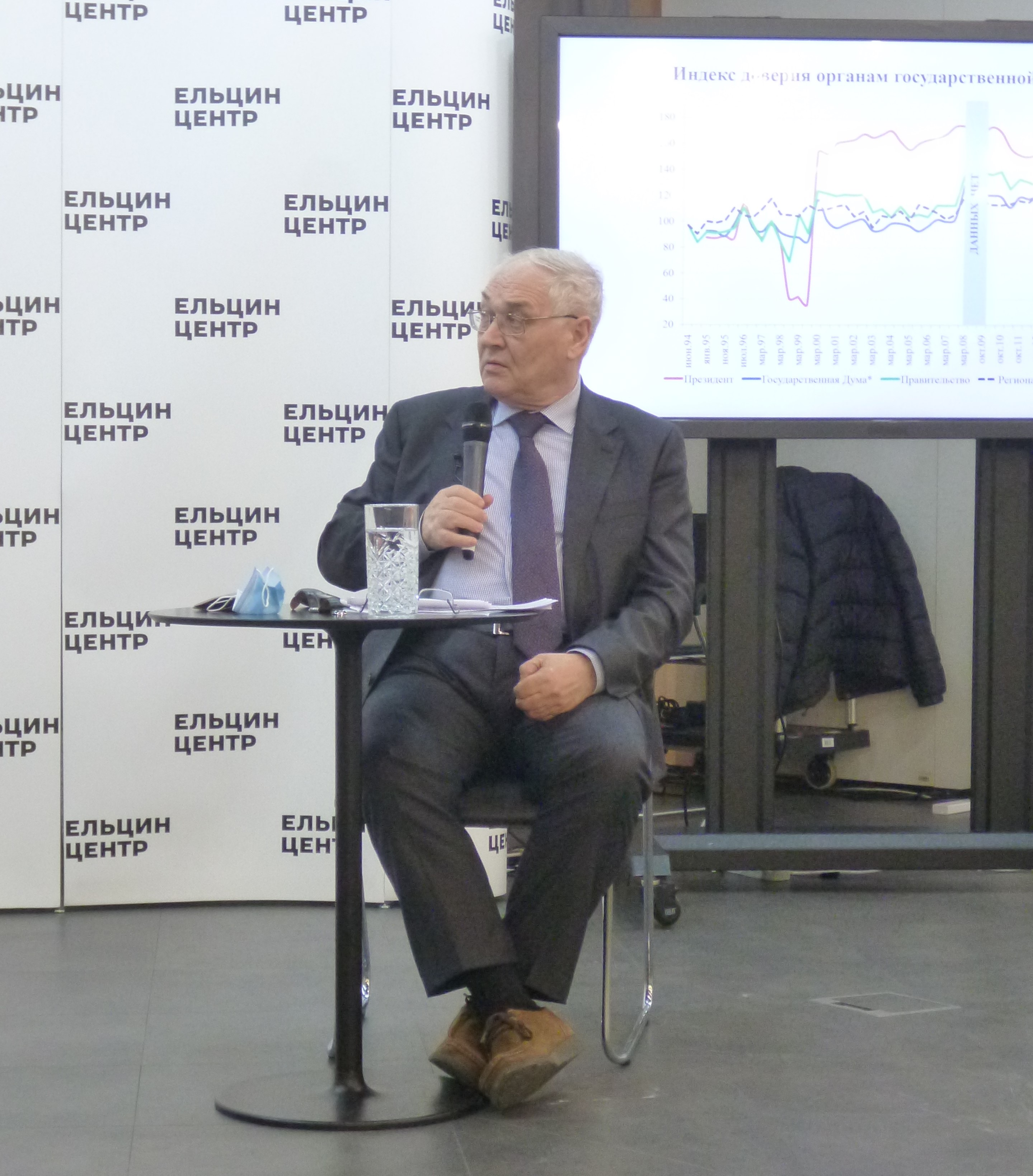
Лев Гудков читает лекцию в Ельцин-центре, 19 марта 2021 года

Покинул ВЦИОМ вместе с командой Юрия Левады. С 2003 работал на аналогичной должности в Аналитическом центре Юрия Левады (Левада-Центра). С декабря 2006 по май 2021 года был директором Левада-Центра. Избран на этот пост единогласным решением правления центра после кончины Юрия Левады. С июня 2021 года является научным руководителем центра.
Главный редактор журнала «Вестник общественного мнения», преподаватель социологии культуры в Институте европейских культур при РГГУ и политической социологии в Московской высшей школе социальных и экономических наук (МВШСЭН), профессор НИУ Высшая школа экономики. Участник всех основных исследовательских проектов ВЦИОМа в период, когда этим центром руководил Юрий Левада: «Советский человек, 1989—2003»), «Бюрократия», «Русский национализм», «Итоги года: общество 1989—2003» и др.
14 февраля 2025 года был внесён Минюстом РФ в реестр иноагентов.

## Труды
Автор книг и статей по теории и методологии социологии, социологии литературы, этнонациональных отношений, по социальным проблемам постсоветского общества, в том числе:
- «Культура повседневности» в новейших социологических теориях. М., 1988.
- Attitudes Toward Jews in the Soviet Union: Public Opinion in Ten Republics. N.Y., 1993 (в соавторстве с А. Г. Левинсоном).
- Attitudes Toward Jews in the Commonwealth of Independent States. Working Papers on Contemporary Anti-semitism. N. Y., 1994 (в соавторстве с А. Г. Левинсоном).
- Метафора и рациональность как проблемы социальной эпистемологии. М., 1994.
- Литература как социальный институт. М., 1994 (в соавторстве с Б. В. Дубиным), 2-е расширенное и дополненное издание, М., НЛО, 2020.
- Интеллигенция: заметки о литературно-политических иллюзиях. М., 1995 (в соавторстве с Б. В. Дубиным; 2-е изд. — 2009).
- Литература и общество: введение в социологию литературы. М., 1998 (в соавторстве с Б. В. Дубиным и В. Страда).
- Негативная идентичность. М., 2004.
- Проблема «элиты» в сегодняшней России (2007, в соавторстве с Б. Дубиным и Ю. Левадой).
- Постсоветский человек и гражданское общество (2008, в соавторстве с Б. Дубиным и Н. Зоркой).
- Абортивная модернизация (2011).
- Молодёжь России (2011, в соавторстве с Б. Дубиным и Н. Зоркой).
- La Russia da Gorbaciov a Putin. Luiss University Press, 2005 (в соавторстве с В. Заславским).
- La Russia postcomunista. Da Gorbaciov a Putin. 2010, Mulino, Bologna. 2010 (в соавторстве с В. Заславским).
- Russland. Kein Weg aus dem postkommunistischen Übergang? Berlin. Wagenbach, 2011 (Mit V. Zaslavsky).
- Wahres Denken. Analysen, Diagnosen, Intervention. Berlin, DGfOEK, Osteuropa, 2017,322 S.
- Возвратный тоталитаризм. М., НЛО, 2022, том 1, 809 с. и Т.2, 716 с.
- Иллюзии выбора: 30 лет постсоветской России. Рига, 2021, 228 с.